# Corythucha ciliata
La tingide del platano (Corythucha ciliata) è un insetto appartenente alla famiglia Tingidae. L'insetto è di origine nordamericana; in Italia è noto dal 1964, ed è ormai diffuso in buona parte d'Europa.

## Descrizione

### Adulto
La Corythucha ciliata è caratterizzata da un corpo di colore nero lucente. Inoltre presenta un pronoto giallastro largamente espanso a reticolo ai lati trasparenti. Le ali anteriori sono di forma sub-quadrangolare e mostrano un reticolato con maglie quadrangolari o pentagonali

### Neanidi e ninfe
Le neanidi sono caratterizzate da zampette e antenne di colore giallognolo; non si spostano mai dalla foglia su cui erano situate le uova da cui sono nate. Le ninfe cominciano a sviluppare un abbozzo di ali, sono di colore grigio scuro e tendono a spostarsi verso foglie meno popolate.

## Ciclo vitale
Gli adulti svernano riparati tra le porzioni sollevate della corteccia delle piante ospiti. Da qui escono verso la metà di aprile. Le prime uova vengono deposte verso la fine di aprile sulle foglie dei platani, incollate lungo le biforcazioni delle nervature, sulla pagina inferiore delle foglie. Dopo 20-30 giorni nascono le neanidi che alla fine di giugno sono già adulti e depongono a loro volta uova in luglio e in agosto originando altre due generazioni. A ottobre gli adulti ritornano nei ricoveri invernali.

## Habitat e comportamento
L'insetto è particolarmente diffuso e aggressivo nelle zone in cui si trova il Platanus occidentalis, ma può vivere a spese anche di altre piante come la Broussonetia papyrifera o il fraxinus sp.. In Italia è diffuso in Lombardia, in Liguria, nel Veneto, in Emilia, nel Lazio e in Toscana.
La Corythucha ciliata causa molti danni alle piante infestate: sia gli esemplari giovani che gli adulti succhiano la linfa dalle foglie causando una tipica depigmentazione alla quale segue una scarsa attività fotosintetica delle foglie colpite ed una caduta prematura. L'insetto risulta inoltre anche molto fastidioso per l'uomo infestando soprattutto vie e viali.

## Nemici naturali
In Italia è assalita da un Antocoride predatore: l'Orius laticollis, che di preferenza vive a spese degli stadi giovanili dell'insetto.

## Metodi di lotta
Le infestazioni possono essere controllate agendo con insetticidi di contatto contro le neanidi. È utile operare soprattutto nel periodo tre la fine di maggio e la metà di luglio quando la vegetazione fogliare non è ancora completamente sviluppata consentendo un'agile bagnatura. È inutile attaccare le uova, che difficilmente vengono devitalizzate, e gli esemplari adulti, che si lasciano cadere al suolo se disturbati dal nebulizzatore.